# Neromia chlorosticta
Neromia chlorosticta là một loài bướm đêm trong họ Geometridae.